# Alanganallur
Alanganallur (o Alanganallori) è una suddivisione dell'India, classificata come town panchayat, di 11.064 abitanti, situata nel distretto di Madurai, nello stato federato del Tamil Nadu. In base al numero di abitanti la città rientra nella classe IV (da 10.000 a 19.999 persone).

## Geografia fisica
La città è situata a 10° 4' 0 N e 78° 2' 60 E e ha un'altitudine di 184 m s.l.m..

## Società

### Evoluzione demografica
Al censimento del 2001 la popolazione di Alanganallur assommava a 11.064 persone, delle quali 5.574 maschi e 5.490 femmine. I bambini di età inferiore o uguale ai sei anni assommavano a 1.334, dei quali 712 maschi e 622 femmine. Infine, coloro che erano in grado di saper almeno leggere e scrivere erano 6.616, dei quali 3.839 maschi e 2.777 femmine.